# Кананин, Станислав Иванович
Станислав Иванович Кананин (1 января 1936, Сасово, Московская область — 17 апреля 2007, Сасово, Рязанская область) — советский футболист, вратарь. В высшей советской лиге выступал за ЦСКА.

## Биография
Начал карьеру в команде «Труд» из Глухово (ныне «Знамя» Ногинск), с которой дошёл до 1/16 Кубка СССР в розыгрыше 1959/1960, где «Труд» встретился с ЦСК МО (ныне ЦСКА). В первом матче на переполненном глуховском стадионе «Труд» хозяева играли достойно, в основное время голов не было забито, в дополнительное время ногинцы открыли счёт и только после удаления у хозяев армейцу Бровкину удалось сравнять счёт, матч сенсационно закончился 1:1. С таким же счётом закончился первый тайм переигровки, несмотря на то, что хозяева играли вдесятером (по правилам того времени переигровка считалась продолжением первого матча) и лишь во втором тайме армейцам удалось подавить соперника (итоговый счёт 1:7). Оба матча у хозяев отстоял Кананин. Кананина называли кумиром глуховской публики, а в программке к матчу на стадионе имени Кирова с ленинградскими «Трудовыми резервами» его охарактеризовали так:

...ворота успешно защищает молодой техник-строитель Станислав Кананин. Его игра отличается смелостью и находчивостью, которая прекрасно подкрепляется хорошей прыгучестью и быстротой.

В 1961 году Кананин перешёл в армейский клуб, с которым ранее встречался в кубке, теперь клуб уже носил нынешнее имя ЦСКА. В сезоне 1961 новый тренер ЦСКА Бесков решил избавиться от опытного вратаря Разинского, и дал шанс сразу трём молодым вратарям-новичкам: Иванову, Востроилову и Кананину. Но они не оправдали доверие тренера.

Однажды Кананина пригласил на просмотр сам Константин Иванович Бесков. Стас был в отличной форме, встав в ворота, ловил всё, что летело в его сторону, в таких случаях говорят — поймал кураж. И всё шло отлично до того момента, как кто-то пробил ему под перекладину. Кананин, будучи на сто процентов уверенным в себе, подпрыгнул и кончиками пальцев перевёл мяч над штангой, а затем поднялся с земли и побежал за ворота — за мячом. Увы, отработтаного движения на сей раз оказалось недостаточно, и перевести удар на угловой Станиславу не удалось — мяч оказался в сетке. Бесков таких вещей не прощал, считал пижонством.
И хотя Кананин первые 4 матча за армейцев провёл удачно, пропустив в них лишь один мяч, но в последнем матче сезона с «Торпедо» допустил несколько ошибок и пропустил 4 мяча. В сезоне 1962 Кананин выходил на поле 7 раз и в итоге уступил конкуренцию Йонасу Бауже, который в тот год установил рекорд клуба (18 сухих матчей в чемпионате). Последний матч в высшей лиге Кананин провёл с "Торпедо" и снова неудачно: уже на 5-й минуте не среагировал на удар с центра поля от Гусарова, и, не оправившись от этого гола в следующие 20 минут пропустил ещё от Денисова и Посуэло. После этого расстроенный Кананин был заменён на Баужу и больше за ЦСКА не выступал.
Сезоны 1963 и 1964 провёл в запорожском «Металлурге». В 1965 вернулся в команду из Ногинска, теперь носящую название «Знамя», где до 1967 играл под руководством бывшего армейца Владимира Никанорова и вручал призы юным победителям городских футбольных турниров.